# Глоренца
Глоренца (итал. Glorenza) је насеље у Италији у округу Болцано, региону Трентино-Јужни Тирол.
Према процени из 2011. у насељу је живело 835 становника. Насеље се налази на надморској висини од 911 м.

## Становништво
| 1931. | 1936. | 1951. | 1961. | 1971. | 1981. | 1991. | 2001. | 2011. |
| ----- | ----- | ----- | ----- | ----- | ----- | ----- | ----- | ----- |
| 768   | 732   | 811   | 792   | 717   | 716   | 795   | 883   | 889   |